# Maître de cérémonie
Ne doit pas être confondu avec Cérémoniaire.
Pour les articles homonymes, voir MC et Maître des cérémonies.
Cet article possède un paronyme, voir Masters of Ceremony.

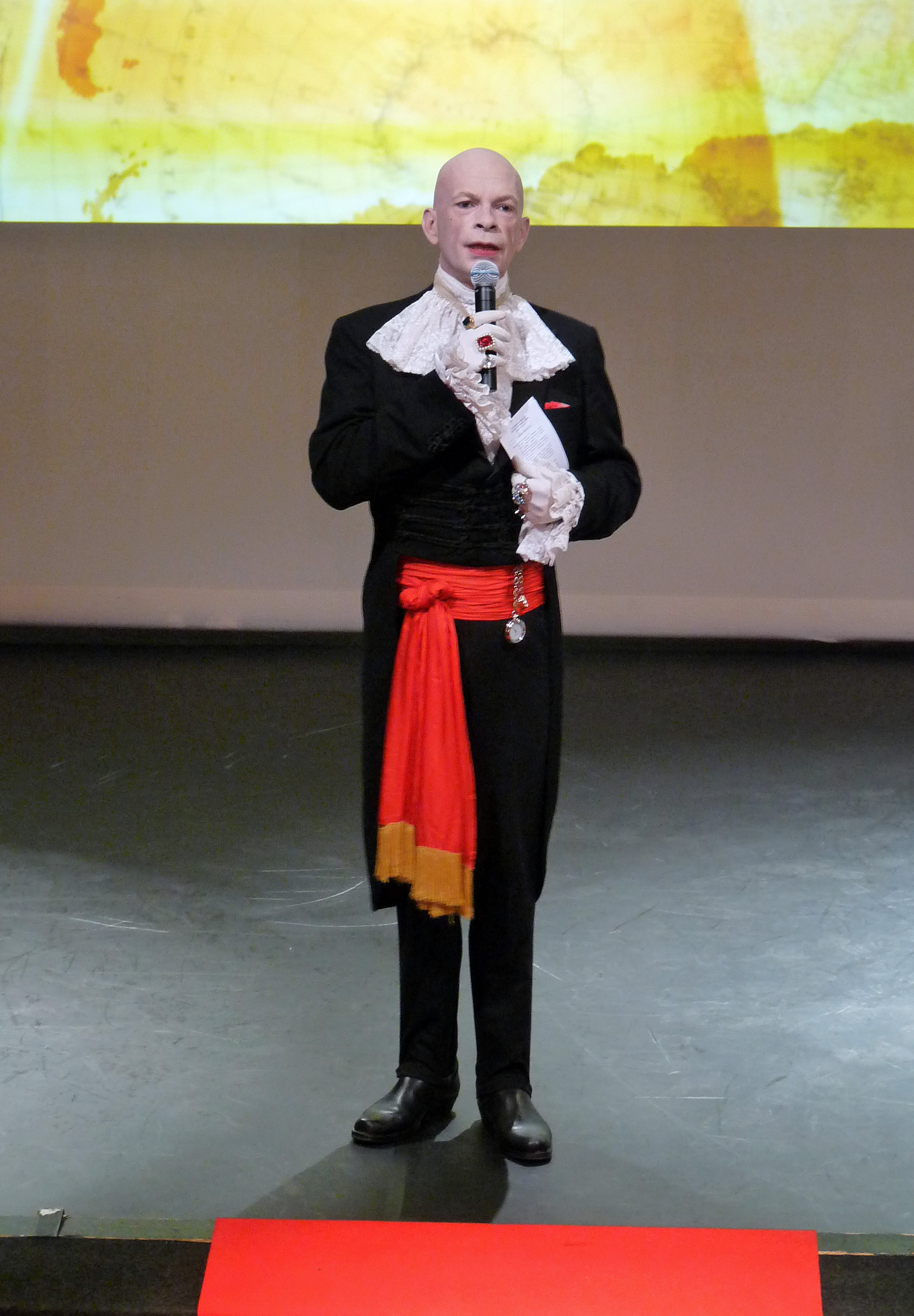
Calixte de Nigremont, à l'ouverture du Festival international de géographie de 2011.

Un maître de cérémonie, ou plus couramment dans le milieu anglophone master of ceremonies (MC), est un animateur de spectacle, c'est-à-dire la personne qui dirige une ou des cérémonies, une fête, une soirée ou un spectacle.

## Rites et religion
Le terme est attesté pour la première fois dans l'Église catholique depuis le Ve siècle, où le maître de cérémonie est un fonctionnaire de la cour papale chargé de veiller au bon déroulement des rituels élaborés impliquant le pape et la liturgie sacrée. 
Dans le secteur funéraire, le maître de cérémonie funéraire est le garant du bon déroulement des obsèques. Il coordonne les différentes étapes du convoi et de la cérémonie funéraire. Il est spécialement formé à cet effet et doit être titulaire du diplôme de maitre de cérémonie funéraire (article D.2223-55-2). Il est en général attaché à une entreprise de pompes funèbres mais peut exercer son activité de façon indépendante. Enfin, lors d'une cérémonie officielle, par exemple, il fait respecter le protocole et installe les personnalités présentes en fonction de leur rang.  
En franc-maçonnerie, le maître des cérémonies est un officier qui est l'ordonnateur de la Tenue. Il porte un bâton de cérémonie. Il accompagne tout participant amené à se déplacer dans le temple et règle les cérémonies d'initiation.

## Mariage
Au cours de la réception de mariage, la responsabilité du maître de cérémonie (MC), qui comporte de multiples facettes, est de veiller à ce que l'ordre du jour soit respecté. Le rôle du maître de cérémonie d'un mariage englobe un large éventail de compétences, et les personnes qui occupent cette fonction ont souvent suivi une formation approfondie dans les domaines comme : la technique du microphone, la posture et l'attitude, donner des signaux d'applaudissements, et la mise en scène.

## Musique
Dans le milieu du rap et du hip-hop, le terme de emcee, MC ou M.C. désigne le chanteur. Le plus souvent, seules les initiales « MC » sont utilisées. Le MC peut également désigner un rappeur. On le retrouve dans le pseudonyme du rappeur français MC Solaar par exemple, ou en initiales dans le nom du groupe Milk Coffee and Sugar (MC), on le retrouve également dans le pseudonyme du rappeur MC Jean Gabin. Le terme ne doit pas être confondu avec « disc jockey ».
Dans le milieu de la musique électronique, le MC se charge de créer l'ambiance au micro avant l'arrivée d'un artiste lors d'événements de hard dance et techno hardcore comme Sensation et Trance Energy. Aussi, et très couramment au Royaume-Uni, le MC se charge de mettre l'ambiance pendant les mixsets,. Dans ce même courant musical, le MC peut s'occuper des parties vocales de ses morceaux musicaux et, ou de celles d'un autre compositeur. Hors de la scène hardcore, le MC peut également être synonyme des genres jungle, grime, et dubstep.

## Autres
Le MC peut également être un rôle à part interprétant également des chansons comme dans le film Cabaret ou encore Martin Dust dans le Cabaret de Poussière, un cabaret parisien. 
Dans Apocalypse World, le MC (maître de cérémonie) est le meneur de jeu.